# Liste von Jazzmusikern/K
| Abk.  | Instrument           |
| ----- | -------------------- |
| acc   | Akkordeon            |
| acl   | Altklarinette        |
| afl   | Altflöte             |
| arr   | Arrangement          |
| as    | Altsaxophon          |
| b     | Bass                 |
| bar   | Baritonsaxophon      |
| bcl   | Bassklarinette       |
| bjo   | Banjo                |
| bl    | Bandleader           |
| bo    | Bongo                |
| bs    | Basssaxophon         |
| cl    | Klarinette           |
| clo   | Cello                |
| comp  | Komponist            |
| cond  | Dirigent             |
| cor   | Kornett              |
| dr    | Schlagzeug           |
| eh    | Englischhorn         |
| ep    | Elektronisches Piano |
| fg    | Fagott               |
| fl    | Flöte                |
| flh   | Flügelhorn           |
| frh   | Frenchhorn           |
| gisy  | Gitarrensynthesizer  |
| git   | Gitarre              |
| gl    | Glockenspiel         |
| har   | Mundharmonika        |
| harp  | Harfe                |
| kb    | Kontrabass           |
| keyb  | Keyboard             |
| lyra  | Lyra                 |
| mando | Mandoline            |
| mar   | Marimba              |
| obo   | Oboe                 |
| org   | Orgel                |
| p     | Piano                |
| perc  | Perkussion           |
| picb  | Piccolobass          |
| pictp | Piccolotrompete      |
| reeds | Holzblasinstrumente  |
| sax   | Saxophon             |
| ss    | Sopransaxophon       |
| syn   | Synthesizer          |
| tb    | Tuba                 |
| th    | Tenorhorn            |
| tp    | Trompete             |
| trb   | Posaune              |
| ts    | Tenorsaxophon        |
| tt    | Turntables           |
| vib   | Vibraphon            |
| viola | Viola                |
| vl    | Violine              |
| voc   | Gesang               |

Diese Liste ist eine Unterseite der Liste von Jazzmusikern.

## Ka
- Dick Kaart trb
- Ray Kaart tp
- Sabine Kabongo voc, comp, perc
- Paweł Kaczmarczyk p, comp
- Ray Kaczynski dr
- Maciej Kądziela as, comp
- Sanah Kadoura dr
- Bernd Kaftan p, keyb, comp
- Helmut Kagerer git
- Merje Kägu git, comp
- Peter Kahlenborn dr, comp
- George Kahn p
- Lewis Kahn trb, vln
- Roger Wolfe Kahn bl, as, ts
- Victor Kaihatu b
- Robert Kainar dr, perc, comp
- Elma Kais voc, hurdy-gurdy, comp
- Wollie Kaiser sax, cl, fl, voc, comp
- Davor Kajfeš p, comp
- Goran Kajfeš tp, cor, comp
- Asuka Kakitani cond, arr
- Noel Kaletsky sax, cl
- Kalle Kalima git
- Ron Kalina har, p, arr
- Andreas Kaling bass-sax, ts, ss
- Anna Regina Kalk git, comp
- Thilo Kalke p, comp, arr
- Tanya Kalmanovitch vln, vio
- Sera Kalo voc, comp
- Anna Kaluza as, cl, comp
- Masa Kamaguchi kb
- Max Kaminsky tp
- Hideo Yamaki dr
- Thomas Kammann b, kb, git
- Jakob Kammerer dr, comp
- Hans Kämper tb, comp
- Richie Kamuca ts
- Hideto Kanai kb
- Michael Kanan p
- David Kane p, comp, arr
- Wally Kane reeds
- Harumi Kaneko voc
- Eugenijus Kanevičius kb
- Toshihiko Kankawa org
- Maria Kannegaard p, comp
- Jouni „Tane“ Kannisto sax, fl
- Mitsuaki Kanno p, arr, comp
- Misako Kano p
- Kai Kanthak b, kb
- Seppo Kantonen, p, keyb
- Simon Kanzler vib, laptop, comp
- Bob Kaper cl, as, bl
- Noah Kaplan sax
- Kostas Kapnisis p, cond, arr, comp
- Bobby Kapp dr, perc
- Christian Kappe tp, flh
- Demian Kappenstein dr, perc, comp
- Willi Kappich dr, perc
- Egil Kapstad p, bl, comp
- Kenneth Kapstad dr
- Irina Karamarković voc, arr, comp
- Boris Karamyschew p, comp, cond
- Yessaï Karapetian p
- Sperie Karas dr
- Fumio Karashima p
- Pandelis Karayorgis p
- Jürgen Karg kb, syn, comp
- Kirke Karja p, comp
- Daniel Karlsson p, comp
- Natalya Karmazin p, comp
- Mike Karn ts, bcl, b
- Grzegorz Karnas voc
- Júlia Karosi voc
- Günther Karpa tp, arr, comp
- Vladimir Karparov ss, ts, fl
- Larry Karush p, tabla, perc
- Kimiko Kasai voc
- Makar Kashitsyn as
- Macky Kasper tp, cond
- Jan Kaspersen p
- Roni Kaspi dr
- Russ Kassoff p, arr
- Raymond Katarzynski trb
- Osamu Kawakami kb
- Hiroaki Katayama sax
- Manu Katché dr
- Takashi Kako p, comp
- Shinichi Kato kb
- Alexander Katz tb, bl, arr, voc
- Dick Katz p
- Dick Katz p, arr
- Fred Katz clo, p, comp
- Lee Katzman, tp
- Achim Kaufmann p
- Jörg Kaufmann sax, fl, comp, arr
- Keala Kaumeheiwa kb
- Hayes Kavanagh kb
- Elliot Humberto Kavee dr, clo
- Al Kavelin bl, comp
- Tamio Kawabata kb, e-b
- George Kawaguchi dr, bl
- Ryoichi Kawai cl, bl
- Ryō Kawasaki git
- Billy Kaye dr
- Bob Kaye p, arr
- Eddie Kaye sax
- Joel Kaye reeds, arr, bl
- Jas Kayser dr
- Joe Kayser dr, bl
- Vili Kazasyan p, comp
- Nate Kazebier tp
- Shin Kazuhara tp, flhn

## Ke
- Shake Keane tp, flh
- Ryan Keberle trb
- Bill Keck git
- Charlotte Keeffe tp, flhn
- Norman Keenan kb
- Jutta Keeß tu
- Wim Kegel dr
- Peter Kehl tp
- Roland Keijser sax, fl, cl
- Sebastian von Keler ts, ss
- Roger Kellaway p
- Butch Kellem trb, voc
- Andrea Keller p, comp
- Fred Keller trb
- Gary Keller ts, fl, cl, as, ss
- Jörg Achim Keller dr, cond, arr
- Rick Keller as, ss, ts, sax, fl, cl
- Greg Kelley tp, perc, voc, electronics
- Peck Kelley p
- Lorenz Kellhuber p
- Brian Kellock p
- Ed Kelly p, org
- George Kelly ts, voc
- Grace Kelly sax, cl, fl
- Guy Kelly cor, tp
- Jack Kelly p, arr
- Juliet Kelly voc
- Phil Kelly arr
- Willis Kelly tp
- Wynton Kelly p
- Bert Kelly bjo
- George Kelly sax
- Willis Kelly tp
- Kilian Kemmer p, comp
- Johnaye Kendrick voc
- Rodney Kendrick p, comp
- Charlie Kennedy ts
- Joe Kennedy, Jr. vl, comp, arr
- Ray Kennedy p, arr
- Tom Kennedy kb, bg
- Ian Kenselaar kb
- Oliver Kent p, org, comp
- Stan Kenton bl, p, voc
- Kamau Kenyatta p, syn, ts, ss, arr, comp
- Robin Kenyatta as, fl, ts
- Freddie Keppard tp
- Stéphane Kerecki b
- Olivier Ker Ourio harm
- Anthony Kerr vib, comp
- Bob Kerr tp, co, euphonium, flh, bar, ss, trb, voc
- Clyde Kerr tp
- Trudy Kerr voc
- Sven Kerschek git, bg
- Wolf Kerschek p, vibes, arr, comp, cond
- Kenny Kersey p
- Martin Kershaw as, ss
- Johannes Kersthold p
- Dim Kesber cl, ss, ts, as
- Petri Keskitalo tb
- Eva Kess voc, comp
- Barney Kessel git
- Joost Kesselaar dr
- Kent Kessler kb
- Patrick Kessler kb, comp
- Robert Keßler git
- Siegfried Kessler p
- Bob Kesterson kb
- Doreen Ketchens cl, voc
- Lawrence Ketchens trb, tb, dr
- Markus Ketola dr, comp
- Willy Ketzer dr, cond

## Kh – Ki
- Riaz Khabirpour git, comp
- Ruslan Khain kb
- Bogdan Khomenko trb
- Robinson Khoury trb, voc, comp
- Moses Khumalo sax
- Vitalii Kyianytsia p
- Miriam Kibakaya voc, comp
- Lena Kidd ts
- Sam Kidd kb
- Joe Kienemann p
- Barry Kiener p
- Peter Kienle git, comp, chapman stick
- Jan Kiesewetter ts, ss, cl, comp
- Mark Kieswetter p, keyb, arr
- Knut Kiesewetter voc, tbn
- Karl Herman Kiffe dr, bo, git
- Al Kiger tp, arr
- Giorgi Kiknadze kb
- David Kikoski p
- Haruka Kikuchi trb, voc
- Porter Kilbert sax
- Al Killian tp
- Joe Killian p, org
- Billy Kilson dr
- Kim Jung-jae ts
- Ward Kimball trb, bl
- Aaron Kimmel dr
- Deane Kincaide ts, arr
- Soweto Kinch as, voc
- Cassie Kinoshi as, comp, voc
- Amirtha Kidambi voc, org
- Günter Kiesant dr
- Minchan Kim dr
- Erik Kimestad tp
- Aaron Kimmel dr
- Jeff Kimmel cl, bcl
- Bob Kindred sax, cl
- Dave King b
- Dave King dr
- Gerryck King dr
- Niki King voc
- Peter King as, ss, cl
- Raymond A. King p
- Stan King dr, voc, kazoo
- David Kingsnorth kb
- Włodzimierz Kiniorski ts, ney, perc, voc
- Lauren Kinsella voc
- Tony Kinsey dr, bl, comp
- Roger Kintopf kb, comp
- Laura Kipp voc
- John Kirby b
- Paul Kirby p, keyb, comp
- Helmut Kirchgässner p, arr, comp, cond
- Basil Kirchin dr, cond, comp
- Ivor Kirchin voc, dr, cond
- Quin Kirchner dr, perc
- Andy Kirk bl, bs, tb
- Mary Colston Kirk p
- Roland Kirk as, ts
- Snorre Kirk dr, comp
- Wilbert Kirk dr, har
- Kenny Kirkland p
- Leroy Kirkland git, arr
- Tom Kirkpatrick tp
- Neal Kirkwood p
- Julian Kirshner dr
- Maximiliano Kirszner b, comp
- Dominik Kisiel p
- Ryan Kisor tp
- Annette Kitagawa as, ss, fl
- Kiyoshi Kitagawa kb
- Naoki Kitajima p
- Eiji Kitamura cl
- Bob Kitsis p
- Jean Kittrell p
- Uraz Kıvaner p, voc, comp

## Kj – Km
- Julie Kjær sax
- Søren Kjærgaard p, keyb, arr, comp
- Max Klaas perc
- Hans Klagemann dr, perc
- Bjørn Klakegg git
- Lukas Klapp p
- Sven Klamm tp, flh
- Petros Klampanis kb
- Jan Klare as, fl, cl, comp
- Tony Klatka tp, flhn, arr
- Mathias Klausner tb
- Teddy Klausner p
- Paul Kleber kb
- Harry Klee reeds
- Milt Kleeb bar, bcl, arr
- Daan Kleijn git
- Alisa Klein tbn
- David Klein ts, dr, comp
- Gary Klein ts
- Guillermo Klein p
- Harry Klein sax, cl
- Johanna Klein as, comp, voc
- Manny Klein tp
- Marlon Klein dr
- Matti Klein p, ep, org
- Miriam Klein voc
- Morten Klein sax, drums, comp
- Niels Klein ts, ss, cl, bcl, comp, cond
- Omer Klein p, comp
- Oscar Klein tp, cl, git, har
- Tobias Klein as, bcl, contrabass-cl, comp
- Yoshiko Klein-Paetzold fl
- Franz Teddy Kleindin cl, as
- Adrian Kleinlosen tb
- Vitali Kleinot ts
- Erica von Kleist as, fl, afl, picc, comp
- Audun Kleive dr
- Jakub Klemensiewicz sax
- Raphael Klemm trb, sou, b-trb, arr
- John Klemmer ts, ss, fl, p, voc
- Franz von Klenck as
- Thorsten Klentze git
- Amund Kleppan dr, comp
- Eva Klesse dr, comp
- Pascal Klewer tp, comp, cond
- Martin Klingeberg tp, flh, horn, voc, comp
- Florian Klinger vib, tu, comp
- Sandra Klinkhammer voc, cl, comp
- Tim Kliphuis viol, arr
- Roman Klöcker git
- Peter Klohmann ts, fl, fg, comp
- John Klopotowski git
- Eric Kloss as, ts
- Marcus Klossek git, comp
- Jens Klüver cl, ts, cond
- Jerker Kluge b, cond
- Irv Kluger dr
- Earl Klugh git

## Kn – Ko
- Jim Knapp tp, arr, bl, comp
- Edgar Knecht p, comp
- Jimmy Knepper trb, arr
- Manfred Kniel dr, perc, comp
- Mary Knight voc
- Earl Knight p
- Steve Knight kb, e-b, keyb, trb, tu, bjo, git
- Lukas Knöfler dr
- Matthias Knoop tp, flh
- Mia Knop Jacobsen voc, comp
- Butler Knowles kb
- Ransom Knowling b, tu, vln
- Kenneth Knudsen keyb, comp
- Kenneth Dahl Knudsen kb, comp
- Niclas Knudsen git
- Jonas Knutsson sax, vib, keyb
- Yoichi Kobayashi dr
- Reinhard Kobialka dr
- Krzysztof Kobyliński p, comp
- Klaus Koch b
- Manu Koch p, comp
- Max Koch git, comp
- Heinrich Köbberling dr, perc
- Jacek Kochan dr, comp, arr
- Dennis Koeckstadt p
- Trevor Koehler ss, as, ts, bar, fl, arr, comp
- George Koenig sa, cl, fl
- Tony Kofi ss, as, bar
- Greg Kogan p, keyb, org
- Christian Kögel git, dobro, oud
- Franz Koglmann tp, flh
- Charlie Kohlhase sax, bl
- Freddie Kohlman dr, voc
- Larry Kohut b, p
- Hiroko Kokubu p, comp
- Thomas Kolarczyk kb
- Dmitri Kolesnik kb
- Adam Kolker ts
- Dávid Kollár git
- Hans Koller sax, cl, comp
- Hans Koller p, comp
- Jacob Koller p, arr, comp
- Kristina Koller voc
- Frank Köllges perc
- Carla Köllner tb, arr, comp, cond
- Dirk-Peter Kölsch dr
- Eckard Koltermann bcl, sax, comp
- Malick Koly dr
- Krzysztof Komeda p, comp, bl
- Tadanori Konakawa trb
- Andrej Kondakov p, keyb, comp
- Toshinori Kondō tp
- Lukas König dr, marimba, perc, kb, syn, keyb, rap, comp
- Tom König ts
- Jan Erik Kongshaug git
- Lee Konitz as, ss, ts, fl, bar, voc, comp
- Olga Konkova p
- Norbert Könner tp
- Jan Konopásek bar, as, fl, arr, comp, cond
- Cezary Konrad dr, perc, comp
- Athina Kontou kb
- Matti Konttinen p
- Marieke Koopman voc
- Silvan Koopmann tb, cond, arr, comp
- Hannah Köpf voc
- Philipp Kopmajer dr, perc, voc
- Simone Kopmajer voc
- Bob Koral git
- Alek Korecki ss, as
- Norikatsu Koreyasu kb
- Chris Komer hrn
- Michael Kornas p, comp
- Gero Körner p, keyb, org, arr, comp
- Håkon Kornstad sax
- János Kőrössy p, arr
- Hans Korseck git
- John Korsrud tp, bl, comp
- Christian Korthals ss, ts, comp
- Steve Kortyka ts
- Sarathy Korwar dr, tabla, comp
- Liz Kosack keyb, masken
- Markus Koschinski tp, flh
- Sibel Köse voc
- Konrad Koselleck p, b, arr, comp, cond, bl
- Piotr Komosiński kb, b, syn, comp
- Vladimir Kostadinovic dr
- Frederik Köster tp, comp
- Moritz Koser b, comp
- Markus Kössler eb, comp
- Alexei Semjonowitsch Koslow sax
- Damian Kostka b, comp
- Dawid Kostka git, comp
- Konstantin Kostov p
- Yordan Kostov acc, bl
- Satoshi Kosugi kb
- Mieczysław Kosz p
- Willy Kotoun perc, d
- Hannes Kottek tp, flh, arr, comp
- Boris Kozlov kb
- Imre Kőszegi dr
- Teddy Kotick kb
- Elisabeth Kontomanou voc
- Kristin Korb kb, voc
- Alois Kott kb, p, comp, arr
- Antonio Koudele git
- Andor Kovács git, voc, comp
- Gyula Kovács dr
- Tommy Koverhult ts, fl, ss, as, alto-fl, perc, d, euph
- Peter Kowald kb, tu
- Adam Kowalewski kb
- Shota Koyama dr
- David Koyfman kb, b
- Boris Kozlov kb, arr, comp, cond
- Can Kozlu dr

## Kr
- Egon Kracht kb, comp
- Hartmut Kracht kb
- Maik Krahl tp, comp
- Constantin Krahmer p, syn
- Lutz Krajenski p, org, keyb, arr, comp, cond
- Kristijan Krajnčan vlm´n
- Peter Kral as, ts, bs, cl
- Roy Joseph Kral p, voc
- Diana Krall voc, p
- Jackson Krall dr, perc
- Alfred Kramer dr, perc
- Daniel Kramer p, comp
- Hilaria Kramer tp, voc, comp
- Maj-Britt Kramer p, comp
- Mark Kramer p
- Lukas Kramer p
- Viola Kramer voice, electr., p, comp
- Wayne Krantz git
- Lukas Kranzelbinder kb, comp
- Liubomir Krastev cl
- Martin Kratochvíl p, comp
- Dieter Kraus, sax
- Joo Kraus tp
- Phil Kraus perc, mar, vib
- Jo Krause dr
- Karel Krautgartner cl, as, comp, cond
- Kateryna Kravchenko voc, comp, arr
- Paul Kreibich dr, comp
- Jonathan Kreisberg g
- Mike Krepper reeds
- Carl Kress git
- Yoni Kretzmer ts
- Günther Kretschmer arr, comp, cond
- Robert Kretzschmar ts, p, comp, cond, arr
- Serge Krief git, comp
- Volker Kriegel git, sitar, arr, comp
- Julia Kriegsmann as, fl, comp
- Torsten Krill dr
- Dizzy Krisch vib
- Christian Krischkowsky dr, comp
- Itai Kriss fl
- Fritz Krisse kb
- Lothar Krist sax, cl, fl, arr, comp, cond
- Søren Kristiansen p, comp
- Emil Krištof dr, comp
- Knut Kristiansen p
- Ernie Krivda ts
- Jelena Krstic voc
- Raimund Kroboth git, voc, waldzither, arr, comp, cond
- Karin Krog voc
- Bernd J. Kröger kb
- Ed Kröger trb, p
- Ulf „Uffe“ Krokfors b, comp
- Chet Krolewicz git
- Frank Kroll as, ss, bcl, comp
- Reinhard Kroll b
- Marcel Krömker kb, comp
- Günter Kronberg as, bs, cl
- Fredrik Kronkvist as, fl, comp
- Christian Kronreif sax
- Peter Kronreif dr
- Uwe Kropinski git
- Bennie Krueger as, bl
- Marie Krüttli p, comp
- Alexei Kruglow sax, fl, cl
- Martin Krümmling dr
- Gene Krupa dr, bl
- Eva Kruse kb
- Line Kruse vl, comp, arr
- Marie Kruttli p
- Marty Krystall ts, bar, cl, bal

## Ku – Kz
- Gerhard Kubach kb, eb
- Vlatko Kucan sax, cl
- Joe Kučera sax
- Wladimir Kudrjawzew kb
- Martin Kübert p, acc
- Martin Küchen ts, as, bs, ss, comp
- Achim Kück p, comp
- Daniel Küffer sax, cl, comp, arr, bl
- Klaus Kugel dr, perc
- Nils Kugelmann b, kontraaltklarinette, comp
- Alexander „Sandi“ Kuhn ts, sax
- Axel Kühn kb
- Christian Achim Kühn git, comp, bl
- Joachim Kühn p, keyb, comp
- Leonhard Kuhn git, electr, comp, arr
- Paul Kuhn p, voc, bl
- Peter Kuhn cl, bcl, ts, ss, as
- Rolf Kühn cl, comp, arr
- Steve Kuhn p, keyb
- Almut Kühne voc
- Willem Kühne p, ep
- Jakob Kühnemann kb
- Marco Kühnl kb, b
- Michael Küttner dr, perc
- Jan Kuiper git, comp
- Steve Kujala fl, pic, ts, ss, comp
- Lars Kuklinski tp, flgh, voc, electr
- Damir Kukuruzović git
- Sam Kulik trb
- Jelena Kuljić voc
- Michael Kullick dr, perc, comp
- Manfred Kullmann p
- Kaisa Hillevi Kulmala keyb, p, vl
- Leszek Kułakowski p, comp
- Piotr Kułakowski kb
- Hila Kulik p, comp
- Julian Külpmann dr
- Sławomir Kulpowicz p
- Nicolas Kummert ts, voc
- Hans Kumpf cl
- Katsuo Kuninaka kb
- Burkard Kunkel bassethorn, bcl, zither, vc, comp
- Stefanie Kunckler kb
- Roman Kunsman as, fl, comp, arr
- Charlie Kunz p, bl
- Hans Peter Künzle kb, eb
- Jürgen Kupke cl
- Tamaz Kurashvili kb
- Clemens Kuratle dr, comp
- Fabian Kuratli dr, keyb
- Sergej Kuriochin p, syn
- Sławomir Kurkiewicz kb
- Jan F. Kurth voc, electr, comp
- Dave Kurtzer bar, obo, fg
- Frank Kuruc git, comp
- Klaus Kürvers kb
- Andrzej Kurylewicz p
- Andreas Kurz kb, eb, comp
- Lev Kushnir p, comp
- Alexei Alexejewitsch Kusnezow git, comp
- Oliver Kuster p, keyb, syn, comp
- Maika Küster voc, p, comp
- Tomas Kutavičius p, comp
- Jurij Kusnezow p
- Takuji Kusumoto dr
- Ola Kvernberg vl
- Maria Kvist p, voc, tp, mellotrone, comp
- David Kweksilber cl, bcl, sax, comp
- Bill Kyle dr
- Billy Kyle p
- Ben Kynard sax, comp
- Sonny Red Kyner as